# Rachel Sobry

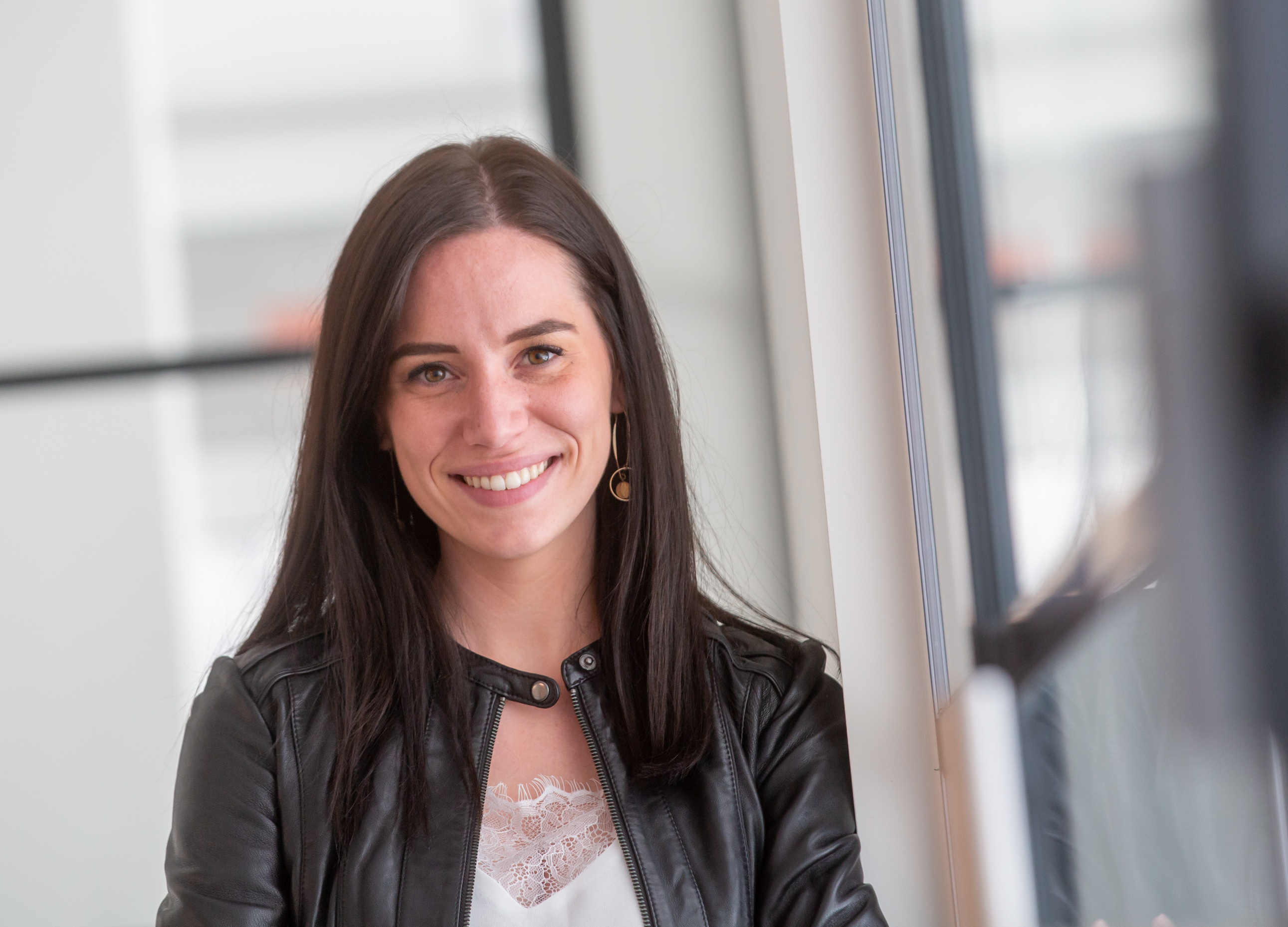
Rachel Sobry

Rachel Sobry (Chimay, 9 mei 1993) is een Belgisch politica voor de liberale MR.

## Biografie
Sobry behaalde in 2014 een bachelor in de politieke wetenschappen aan de Université Saint-Louis in Brussel en in 2017 een master in openbaar bestuur aan de Université Catholique de Louvain.
Van 2016 tot 2017 werkte ze als parlementair medewerker voor de MR-fractie in de Kamer van volksvertegenwoordigers. Vervolgens was ze van 2017 tot 2019 politiek adviseur op het kabinet van federaal minister Denis Ducarme.
In oktober 2018 werd Sobry verkozen tot gemeenteraadslid van Momignies, waar ze van december 2018 tot juni 2019 schepen was. In december 2023 nam ze ontslag uit de gemeenteraad van Momignies om naar Thuin te verhuizen. Daarnaast was ze van 2018 tot 2019 provincieraadslid van Henegouwen.
Bij de Waalse verkiezingen van mei 2019 werd ze verkozen in het arrondissement Charleroi-Thuin en nam Sobry zitting in het Waals Parlement en het Parlement van de Franse Gemeenschap. In het Waals Parlement maakte ze deel uit van de commissie Werk, Sociale Actie en Gezondheid, met werk en opleiding als haar voornaamste aandachtspunten, en was ze van 2022 tot 2024 secretaris. In het Franse Gemeenschapsparlement legde ze zich toe op het beleid rond gelijke kansen, jeugd en hoger onderwijs.  
Sobry was bij de Waalse verkiezingen van juni 2024 tweede opvolger in Charleroi-Thuin en kon bijgevolg niet rechtstreeks terugkeren als parlementslid. Na deze verkiezingen werd ze algemeen afgevaardigde van de MR, een functie die ze sinds juli 2024 uitoefent.